# شريط الذخيرة

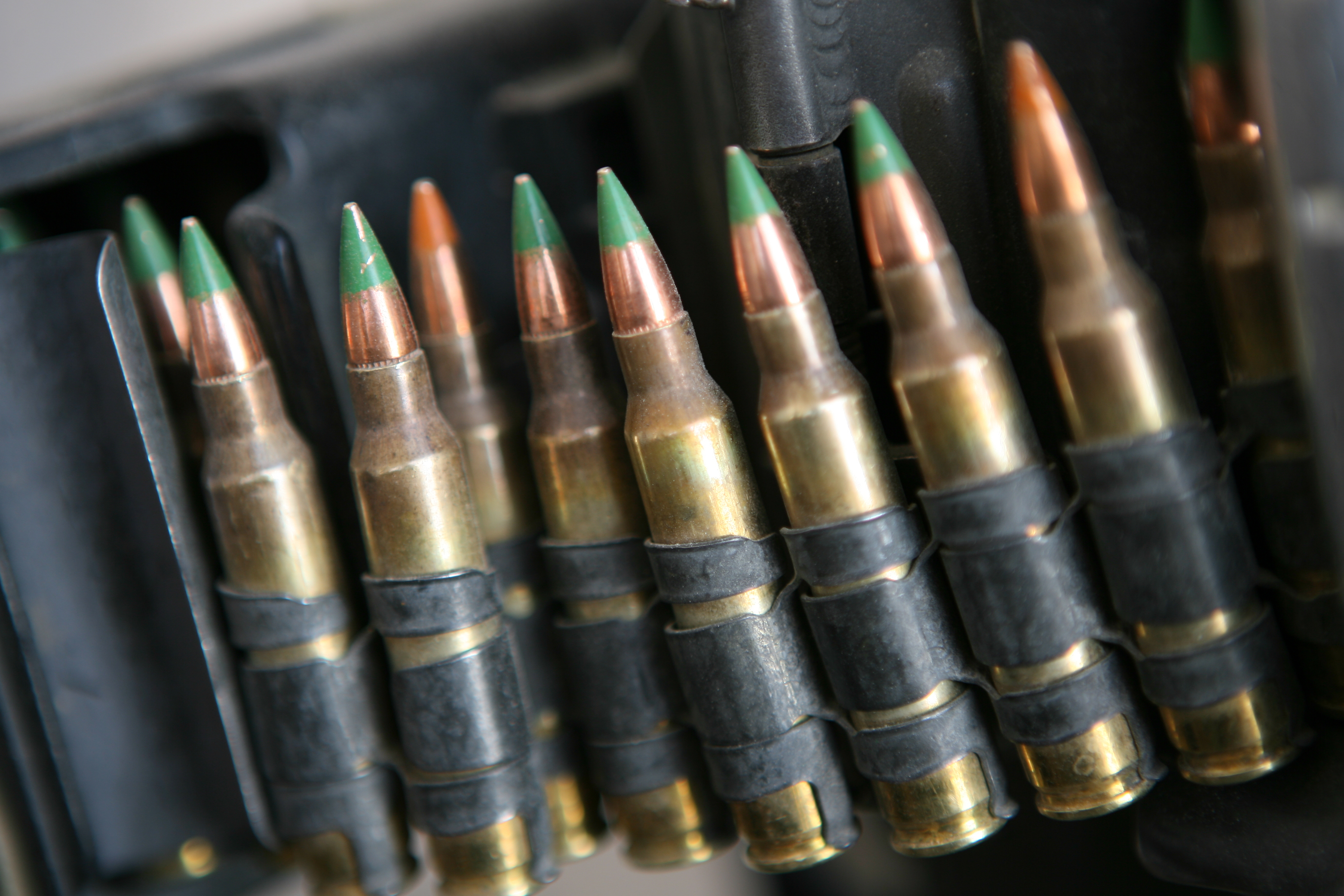
حزام الذخيرة لسلاح رشاش.

شريط أو حزام الذخيرة هو جهاز يستخدم للاحتفاظ بالذخيرة كالخراطيش في سلاح ناري. وعادة ما تستخدم تلك الأشرطة لتغذية الرشاشات بالذخيرة أو غيرها من الأسلحة النارية. وتلك الأشرطة تعتمد على نظام تقليل الوزن النسبي للذخيرة لتغذية السلاح بها مع السماح بمعدلات عالية من الرصاص المستمر.

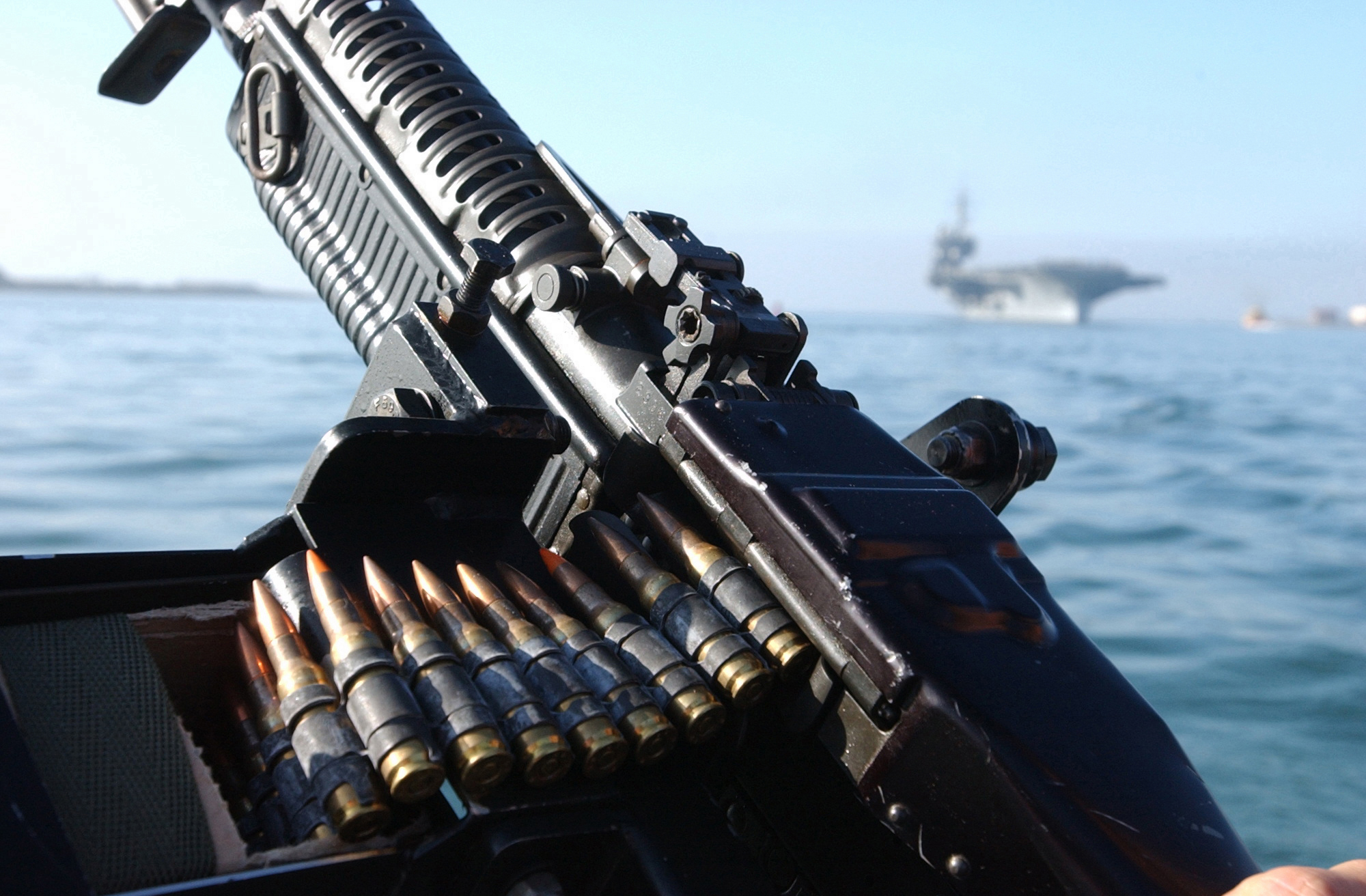
شريط الذخيرة لبندقية على متن طائرة دورية تابعة للبحرية الأمريكية

وتكونت تلك الأشرطة أساساً من قماش يتكون من جيوب متباعدة بشكل متساوٍ للسماح له بتغذية السلاح ميكانيكياً في السلاح, وكانت تلك التصاميم معرضة للأعطال بسبب آثار النفط وغيرها من الملوثات التي سببت تغيير الشريط. ظهرت تصاميم أخرى من الأشرطة في وقت لاحق تتكون من وصلات معدنية تحفظ الذخيرة أثناء تغذية السلاح, وكانت أكثر عرطة للنفط والمذيبات. وتقدمت تصاميم تلك الأشرطة حتى ظهرت أسلحة مزودة بشريط غير قابل للتفكك أو بشريط قماشي ولكن مع أجهزة تعيد تحميل هذه الأشرطة تلقائياً بالذخيرة بواسطة مقاطع متجردة, وقد استخدمت كذلك في الحرب العالمية الأولى.

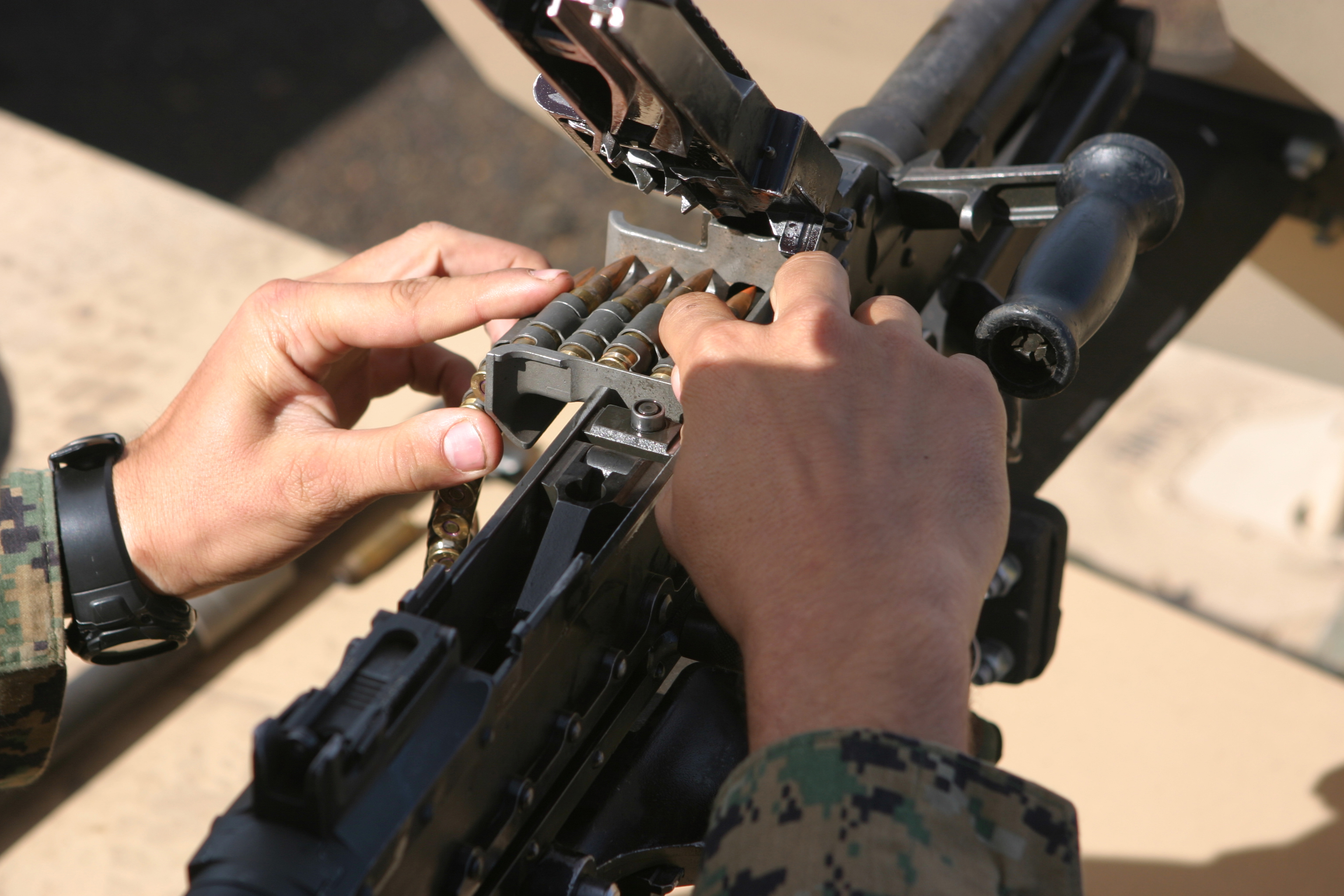
أحد أفراد مشاة البحرية الأمريكية يدخل شريط الذخيرة في علبة تغذية لمدفع رشاش للأغراض العامة.

العديد من أشرطة الذخيرة تستخدم وصلات التفكك, التي تحفظ طلقة واحدة ومفصلية مع الطلقة التالية له في الشريط. عندما يتم تجريد الطلقة التالية من الشريط وإدخالها في نظام تغذية السلاح, تقوم الوصلة الحاملة لها بإخراجها منها وتحمل مكانها الطلقة التالية لها.

## أنواع التغذية

### على مرحلتين
نظام التغذية بالخرطوش على مرحلتين ظهر في الرشاشات الأولى.

### من خلال الدفع
وظهر في الرشاشات الأحدث.

### خارجياً
بعض الأسلحة والشاشات تستخدم الآلية المختلطة لتجريد الطلقات من الشريط في نظام تغذية غير ارتباطي أو بمضادة ارتباط خاصة لتسمح بتغذية أكثر كفاءة وبمعدلات شديدة من الذخيرة.